# 菲奥德兰

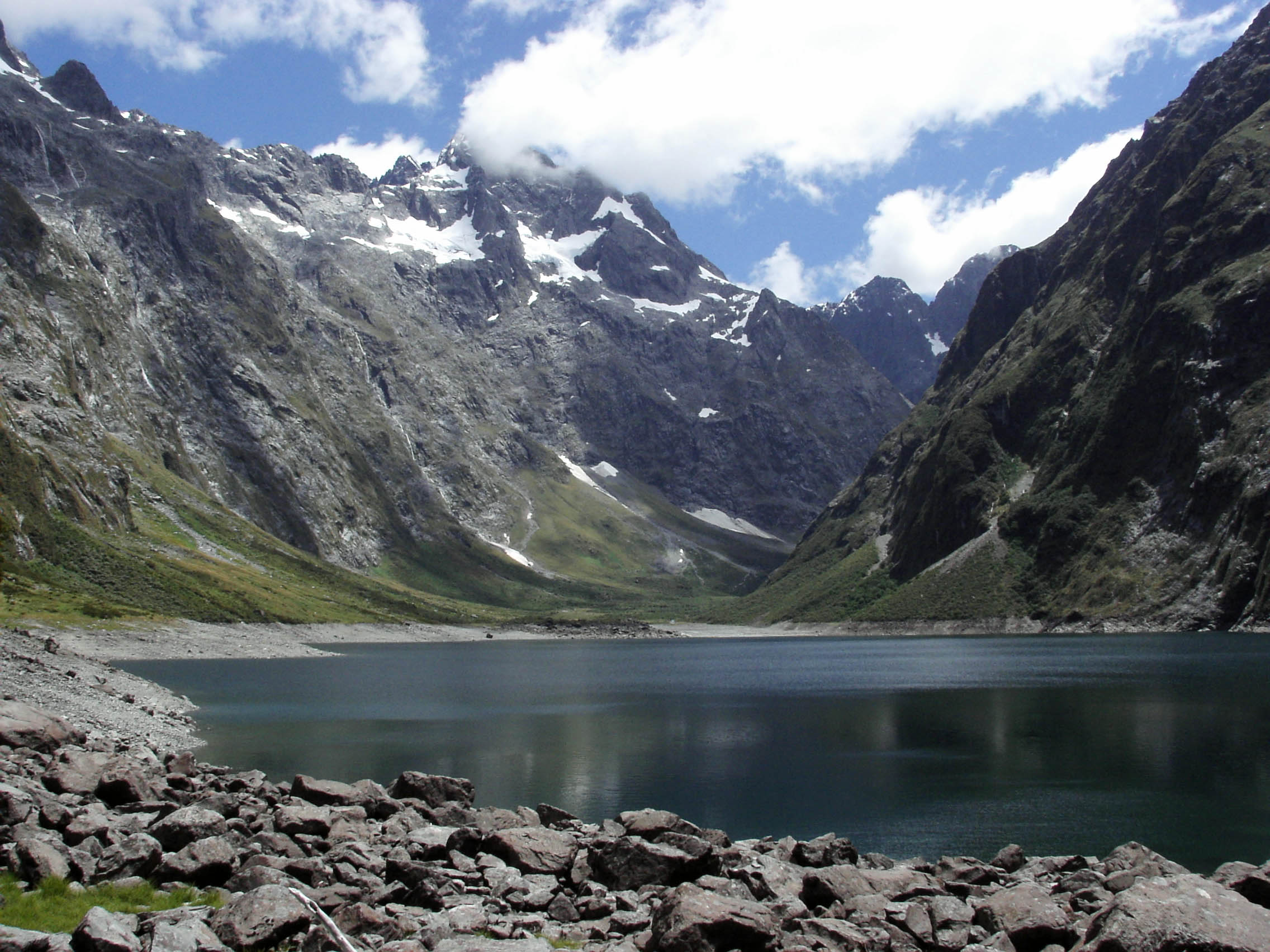
菲奥德兰国家公园内的玛丽安湖

菲奥德兰（英語：Fiordland）是新西兰南岛西南角的一个地理区域，新西兰国内最大的国家公园──占地12,120平方千米的菲奥德兰国家公园覆盖该区的大部分面积。南阿尔卑斯山脉及其西面被海水淹浸的山谷形成了菲奥德兰的地理特征。区内的布朗瀑布和萨瑟兰瀑布是世界上其中两个最高的瀑布。
菲奥德兰有很多峡湾，其地名也源于挪威语“峡湾”（fjord）一词。米尔福德湾是众多峡湾之中最著名的，但道特福尔湾的面积比米尔福德湾更大，支流也更多、更长。